# فيفيان شيريوت
فيفيان شيريوت  (بالإنجليزية: Vivian Jepkemoi Cheruiyot)(ولدت 11 سبتمبر 1983 في منطقة كايو) عداءة رياضية كينية متخصصة في سباق المسافات طويلة، مثلت كينيا في دورة الألعاب الأولمبية الصيفية 2000 و دورة الألعاب الأولمبية الصيفية 2008, فاز تشيريوت بالميدالية الفضية في 5000 متر في بطولة العالم لألعاب القوى 2007 وأصبح بطل العالم في عام 2009 .
بعد أخذ الفضية في بطولة لألعاب القوى 2010 العالم للصالات المغلقة، وحصلت على عدد من الألقاب في الهواء الطلق في ذلك العام، ليصبح الأفريقية بطل دورة ألعاب الكومنولث وبطل ألعاب القوى القاري كأس بطل، فضلا عن الفوز في الدوري الماسي لألعاب القوى 2010 عنوان.
تتولى سجل الكيني وسجل الكومنولث للم 5000 مع أفضل وقت لها من 14:20.89، والتي كان من المقرر في جالان في عام 2011.

## وصلات خارجية
- فيفيان شيريوت على موقع الاتحاد الدولي لألعاب القوى (الإنجليزية)
- فيفيان شيريوت على موقع الدوري الماسي (الإنجليزية)
- فيفيان شيريوت على موقع أوليمبيديا (الإنجليزية)
- فيفيان شيريوت على موقع اتحاد ألعاب الكومنولث (مؤرشف) (الإنجليزية)